# 29675 Ippolitonievo
29675 Ippolitonievo este o planetă minoră (asteroid) din centura de asteroizi. A fost descoperită pe 15 decembrie 1998 la Circolo Culturale Astronomico di Farra d'Isonzo⁠(d) de Circolo Culturale Astronomico di Farra d'Isonzo⁠(d) și a fost numită după Ippolito Nievo⁠(d). 
Obiectul prezintă o orbită caracterizată de o semiaxă mare de 2,438143 UAi, o excentricitate de 0,06, o înclinație de 5,53128 ° în raport cu ecliptica.